# Independent Spirit Awards 2007
La cerimonia di premiazione della 21ª edizione degli Independent Spirit Awards si è svolta il 24 febbraio 2007 sulla spiaggia di Santa Monica, California ed è stata presentata da Sarah Silverman. Maggie Gyllenhaal e Terrence Howard sono stati i presidenti onorari.

## Vincitori e candidati
I vincitori sono indicati in grassetto, a seguire gli altri candidati.

### Miglior film
- Little Miss Sunshine, regia di Jonathan Dayton e Valerie Faris
- American Gun, regia di Aric Avelino
- The Dead Girl, regia di Karen Moncrieff
- Half Nelson, regia di Ryan Fleck
- Il labirinto del fauno (El laberinto del fauno), regia di Guillermo del Toro

### Miglior attore protagonista
- Ryan Gosling - Half Nelson
- Forest Whitaker - American Gun
- Ahmad Razvi - Man Push Cart
- Edward Norton - Il velo dipinto (The Painted Veil)
- Aaron Eckhart - Thank You for Smoking

### Miglior attrice protagonista
- Shareeka Epps - Half Nelson
- Catherine O'Hara - For Your Consideration
- Michelle Williams - La terra dell'abbondanza (Land of Plenty)
- Robin Wright Penn - Sorry, Haters
- Elizabeth Reaser - Sweet Land

### Miglior regista
- Jonathan Dayton e Valerie Faris - Little Miss Sunshine
- Steven Soderbergh - Bubble
- Karen Moncrieff - The Dead Girl
- Ryan Fleck - Half Nelson
- Robert Altman - Radio America (A Prairie Home Companion)

### Miglior fotografia
- Guillermo Navarro - Il labirinto del fauno (El laberinto del fauno)
- Anthony Dod Mantle - Brothers of the Head
- Arin Crumley - Four Eyed Monsters
- Michael Simmonds - Man Push Cart
- Aaron Platt - Wild Tigers I Have Known

### Miglior sceneggiatura
- Jason Reitman - Thank You for Smoking
- Nicole Holofcener - Friends with Money
- Neil Burger - The Illusionist - L'illusionista (The Illusionist)
- Ron Nyswaner - Il velo dipinto (The Painted Veil)
- Jeff Stanzler - Sorry, Haters

### Miglior attore non protagonista
- Alan Arkin - Little Miss Sunshine
- Channing Tatum - Guida per riconoscere i tuoi santi (A Guide to Recognizing Your Saints)
- Daniel Craig - Infamous - Una pessima reputazione (Infamous')
- Paul Dano - Little Miss Sunshine
- Raymond J. Barry - Steel City

### Miglior attrice non protagonista
- Frances McDormand - Friends with Money
- Marcia Gay Harden - American Gun
- Mary Beth Hurt - The Dead Girl
- Melonie Diaz - Guida per riconoscere i tuoi santi (A Guide to Recognizing Your Saints)
- Amber Tamblyn - Stephanie Daley

### Miglior film d'esordio
- Sweet Land, regia di Ali Selim
- Day Night Day Night, regia di Julia Loktev
- Man Push Cart, regia di Ramin Bahrani
- The Motel, regia di Michael Kang
- Wristcutters - Una storia d'amore (Wristcutters: A Love Story), regia di Goran Dukic

### Miglior sceneggiatura d'esordio
- Michael Arndt - Little Miss Sunshine
- Gabrielle Zevin - Conversations with Other Women
- Dito Montiel - Guida per riconoscere i tuoi santi (A Guide to Recognizing Your Saints)
- Anna Boden e Ryan Fleck - Half Nelson
- Goran Dukic - Wristcutters - Una storia d'amore (Wristcutters: A Love Story)

### Miglior documentario
- The Road to Guantanamo, regia di Michael Winterbottom e Mat Whitecross
- My Country, My Country, regia di Laura Poitras
- A Lion in the House, regia di Steven Bognar e Julia Reichert
- The Trials of Darryl Hunt, regia di Anne Sundberg e Ricki Stern
- You're Gonna Miss Me, regia di Keven McAlester

### Miglior film straniero
- Le vite degli altri (Das Leben der Anderen), regia di Florian Henckel von Donnersmarck
- A Est di Bucarest (A fost sau n-a fost?), regia di Corneliu Porumboiu
- Cronaca di una fuga - Buenos Aires 1977 (Crónica de una fuga), regia di Adrián Caetano
- Days of Glory (Indigènes), regia di Rachid Bouchareb
- Ang Pagdadalaga ni Maximo Oliveros, regia di Auraeus Solito

### Special Distinction Award
- David Lynch e Laura Dern per la loro collaborazione.

### Premio John Cassavetes
- Non è peccato - La Quinceañera (Quinceañera), regia di Richard Glatzer e Wash Westmoreland
- Chalk, regia di Mike Akel
- Four Eyed Monsters, regia di Arin Crumley e Susan Buice
- Old Joy, regia di Kelly Reichardt
- Twelve and Holding, regia di Michael Cuesta

### Truer Than Fiction Award
- Adele Horne - The Tailenders
- Eric Daniel Metzgar - The Chances of the World Changing
- AJ Schnack - Kurt Cobain About a Son

### Producers Award
- Howard Gertler e Tim Perell - Shortbus - Dove tutto è permesso (Shortbus) e Pizza
- Alex Orlovsky e Jamie Patricof - Half Nelson e Point&Shoot
- Julie Lynn - 9 vite da donna (Nine Lives) e 10 cose di noi (10 Items or Less)

### Someone to Watch Award
- Julia Loktev - Day Night Day Night
- Richard Wong - Colma: The Musical
- So Yong Kim - In Between Days